# Зелёные — Европейский свободный альянс
«Зелёные — Европейский свободный альянс» (англ. The Greens–European Free Alliance, сокр. англ. Greens – EFA; фр. Les Verts – Alliance libre européenne; нем. Die Grünen – Freie Europäische Allianz) — одна из фракций Европейского парламента. На 2024 год насчитывает 53 депутатов.
Фракция состоит из двух европейских партий: Европейской партии зелёных и Европейского свободного альянса (ЕСА). Последняя представляет интересы национальных меньшинств. Кроме того, в неё входят и представители отдельных партий, не входящих в европейские партии.